# Wax Mask
Wax Mask ist ein italienischer Horrorfilm von Sergio Stivaletti aus dem Jahr 1997. Der Film mit Giallo-Elementen war ursprünglich als Lucio Fulcis letzter Film geplant und wurde von Dario Argento produziert. Da Fulci noch vor Beginn der Dreharbeiten verstarb, engagierte Argento Stivaletti als Regisseur. Der Film basiert lose auf dem US-amerikanischen Horrorfilm Das Kabinett des Professor Bondi (1953).

## Handlung
1900 in Paris wird ein Paar ermordet. Der maskierte Mörder hatte eine Metallhand und dem Paar das Herz herausgerissen. Den Mord mitansehen musste Sonia, die Tochter des Paars, die sich versteckt hielt.
Zwölf Jahre später eröffnet ein neues Wachsmuseum in Rom. Die Hauptattraktionen sind Darstellungen historischer Morde, die realistisch wirken sollen. Ein junger Mann soll im Rahmen einer Wette die Nacht dort verbringen, wird aber am nächsten Morgen tot im Museum aufgefunden. Die Todesursache soll ein Herzinfarkt gewesen sein und man munkelt, er habe sich zu Tode erschreckt.
Am gleichen Tag bewirbt sich Sonia als Kostümbildnerin in dem Museum und wird von Boris Volkoff, dem Leiter des Museums, direkt engagiert, sehr zur Verwunderung seines Assistenten Alex. Als sie das Museum verlässt, trifft sie auf Andrea, einen Journalisten, der den Tod des jungen Mannes untersuchen will. Er vermutet, dass im Museum etwas Merkwürdiges vor sich geht. Auch Sonia bemerkt, dass ihre eigene Geschichte und das Museum verbunden scheinen. Während um das Museum herum immer mehr Menschen verschwinden, tun sich die beiden zusammen. Sie vermuten, dass Boris Volkoff dahinter steckt und dieser echte Leichen mit Wachs übergießt, um diese lebendiger wirken zu lassen.
Durch ihre blinde Tante findet Sonia heraus, das Boris Volkoff Sonias Vater ist. Er war schon 1900 besessen davon, lebendige Wachsfiguren zu erschaffen, und vernachlässigte seine Ehe, so dass sich Sonias Mutter einen Liebhaber zulegte. Er hatte das Paar 1900 überrascht und ermordet. Anschließend ging sein Labor in Flammen auf und man vermutete, dass er dabei gestorben sei. Sonia will ihn zur Rede stellen, wird aber stattdessen entführt. Boris enthüllt, dass er sein verbranntes Gesicht und seine Hand mit echter Haut überzieht, um seine Narben zu verstecken. Auch muss sie herausfinden, dass die Wachsfiguren in Wirklichkeit noch lebende Menschen sind, die mit Chemikalien künstlich am Leben gehalten werden, sich aber nicht bewegen können.
Andrea rettet Sonia und es kommt zum Kampf, bei dem das Wachsmuseum in Flammen aufgeht. Boris greift die beiden an, wird jedoch scheinbar von seinem Assistenten Alex getötet, der nicht mehr bei seinen perfiden Plänen mitmachen will. Während Sonia und Andrea sich ins Freie retten, schleicht sich Alex jedoch in den Keller. Er zieht sich die Haut ab und darunter kommt ein Metallskelett zum Vorschein. Es scheint so, als habe Boris mit seinem Assistenten die Haut getauscht. Er zieht sich neue Haut über und wird wieder zu Boris. Unerkannt verlässt er das Museum und verschwindet in der Menge.

## Hintergrund
1994 war Lucio Fulci schwer erkrankt und saß im Rollstuhl. Als er am Rande eines Filmfestivals auf seinen alten Konkurrenten Dario Argento traf, blieb diesem sein Zustand nicht verborgen. Argento hatte den Einfall, das Fulci mit etwas Arbeit vielleicht wieder auf die Beine kommen würde. So bot er ihm an, einen Film zu produzieren. Zunächst schlug Argento ihm ein Remake von Die Mumie (1932) vor. Dardano Sacchetti sollte das Drehbuch verfassen. Jedoch hatte sich Fulci mit diesem zerstritten, da Sacchetti ihm die Idee zu Back from Hell – Ein Toter kehrt zurück (1987) gestohlen und Lamberto Bava angeboten haben soll.
Schließlich einigte man sich auf ein Remake von Das Kabinett des Professor Bondi (1957). Die Rechte lagen jedoch bei Warner Bros. Deshalb erklärte man den Film zur Adaption von Gaston Leroux’ Kurzgeschichte Das Wachsmuseum. Lucio Fulci schrieb das Drehbuch daher selbst. Die beiden ehemaligen Konkurrenten waren sich aber über die Ausgestaltung des Films uneinig. Fulci wollte eher einen atmosphärischen Thriller drehen, während Argento eher gewalttätige Szenen bevorzugte, um von Fulcis Ruf als Splatter-Regisseur zu profitieren und eine Atmosphäre des Grand Guignol zu erschaffen. Mitte 1995 einigte man sich auf ein fertiges Skript, das einige Splatterszenen enthalten sollte. Der Beginn der Dreharbeiten verzögerte sich jedoch, da Argento zunächst The Stendhal Syndrome fertig drehen musste. Noch vor Beginn der Dreharbeiten verstarb Fulci an den Folgen seiner Diabeteserkrankung.
Da der Film bereits fertig finanziert war, übertrug Argento die Regie dem Special-Effects-Macher Sergio Stivaletti, der schon länger Regie führen wollte, ließ das Drehbuch von Daniele Stroppa überarbeiten und legte den Fokus auf Gore- und Splattereffekte, damit er sein Können auch dort unter Beweis stellen konnte. Das Budget betrug zwischen 1,25 bis 3 Millionen Dollar.
1996 begannen schließlich die Dreharbeiten. Auch wenn man sich mit den härteren Effekten über Fulcis Wunsch nach einem atmosphärischen Thriller hinwegsetzte, drehte Stivaletti den Film in einer Optik, die an Filme des Regisseurs erinnerte. Dies lag nicht zuletzt an Kameramann Sergio Salvati, der mit Fulci bereits bei Ein Zombie hing am Glockenseil (1980), Über dem Jenseits (1981) und Woodoo – Die Schreckensinsel der Zombies (1979) zusammenarbeitete.
Der Film wurde schließlich Lucio Fulci gewidmet. In Italien kam er am 4. April 1997 ins Kino und spielte etwa 250.000 US-Dollar ein. Dadurch floppte der Film.
In Deutschland erschien er am 11. September 1997 direkt auf Video über das Label VPS. Der Film wurde kurz darauf von der Bundesprüfstelle für jugendgefährdende Medien indiziert. Am 11. November 2022 wurde er von der Liste der indizierten Medien gestrichen und nach einer Neuprüfung bei der Freiwilligen Selbstkontrolle der Filmwirtschaft trotz seiner recht deutlichen Effekte ab 16 Jahren freigegeben.

## Rezeption
Das Lexikon des internationalen Films lobte den Film als einen „vom gotischen Stil geprägte[n]r Horrorfilm.“